# Enter (клавіша)

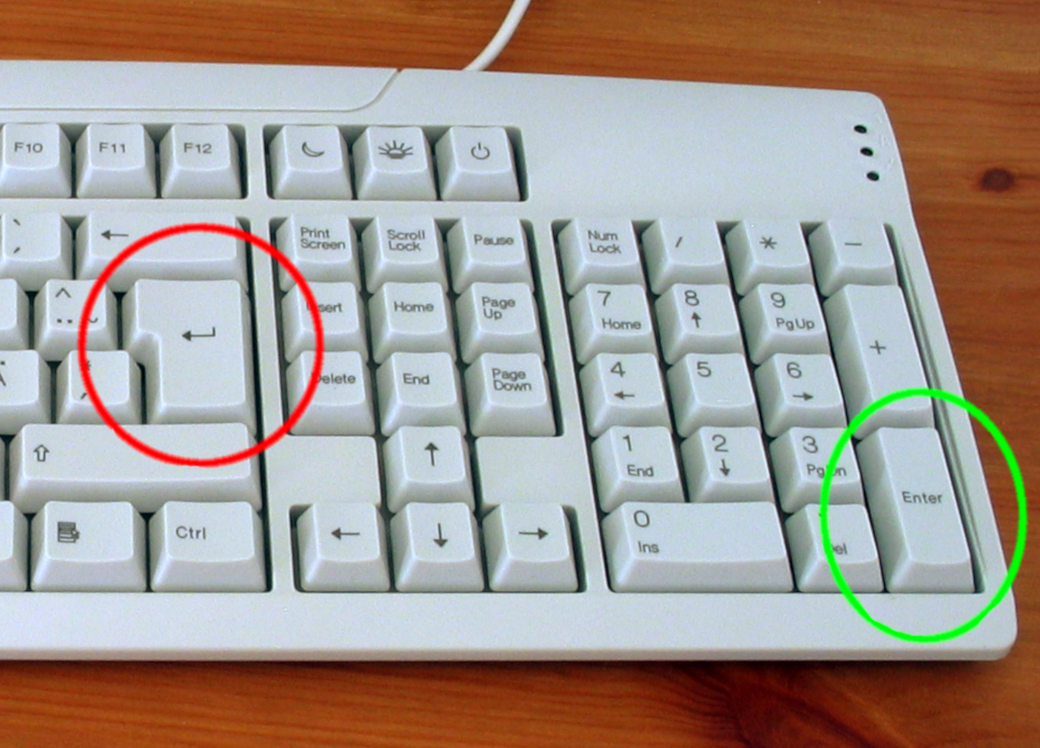
Клавіші Return (червоний) та Enter (зелений) на літерній та цифровій клавіатурах

Клавіша введення (англ. Enter — «Введення») — клавіша на клавіатурі комп'ютера, що служить для введення рядка при наборі тексту, а також для вибору пункту меню, подачі на виконання команди, підтвердження якоїсь дії або готовності користувача, тощо.
Традиційно розташовується з правого боку клавіатури; сучасні клавіатури для настільних комп'ютерів мають дві клавіші ↵ Enter. Зазвичай, клавіша має достатньо великий розмір — ширше неї лише клавіша Space та ⇧ Shift, а в довжину ↵ Enter на стандартних клавіатурах одна з найбільших клавіш, нарівні з +.
На деяких системах (наприклад, Macintosh) розрізняються клавіші введення — ↵ Enter — і переведення рядка — Return.
ASCII-код Alt+0,0,1,3 або без нулів. Також її можна натиснути за допомогою екранної клавіатури.